# 西維也納 (伊利諾伊州)
西維也納（英語：West Vienna）是位於美國伊利諾伊州約翰遜縣的一個非建制地區。該地的面積和人口皆未知。

## 地理
西維也納的座標為37°25′43″N 88°58′10″W / 37.42861°N 88.96944°W，而該地的平均海拔高度為120米（即394英尺）。